# بایوهیت
بایوهیت (انگلیسی: Biohit) شرکت تجهیزات پزشکی فنلاندی است، که در سال ۱۹۸۸ تأسیس شد.